# یانگ بیونگ یول
یانگ بیونگ یول (کره‌ای: 양병열؛ زادهٔ ۲۳ نوامبر ۱۹۹۳) بازیگر اهل کره جنوبی است. او در فیلم‌ها و مجموعه‌های تلویزیونی از شاهزاده خانم و دلال ازدواج، جذابیت شیطانی، بازرس مخفی سلطنتی و سرآستین قرمز ایفای نقش کرده‌است.